# Wilhelm Marx
Wilhelm Marx (15 tháng 1 năm 1863 - 5 tháng 8 năm 1946) là một luật sư Đức, chính trị gia Công giáo và là thành viên của Đảng Trung tâm Đức. Ông là thủ tướng của Đức hai lần, từ năm 1923 đến năm 1925 và một lần nữa từ năm 1926 đến năm 1928, và cũng từng phục vụ trong thời gian ngắn làm Bộ trưởng Tổng thống Phổ vào năm 1925, trong thời kỳ Cộng hoà Weimar.
Ông là thủ tướng lâu nhất trong thời kỳ Cộng hoà Weimar.

## Tiểu sử
Wilhelm Marx sinh ngày 15 tháng 1 năm 1863 tại Köln với tên gọi Johann Marx (Hiệu trưởng của một trường Công giáo, 1822-1882) và vợ ông Gertrude (1826-1909). Ông có một em gái, Barbara (1860-1924), người sau đó đứng đầu Ursulines ở Cologne. Marx lấy bằng Abitur (trung học phổ thông) tại Marzellengymnasium năm 1881. Sau đó, ông nghiên cứu luật học tại Đại học Bonn từ năm 1881-84. Là một sinh viên, anh trở thành thành viên của K.St.V. Arminia. 
Marx kết hôn với Johanna Verkoyen (1871-1946) vào năm 1891 và họ có tổng cộng bốn người con (ba con trai và một con gái).